# شيربا

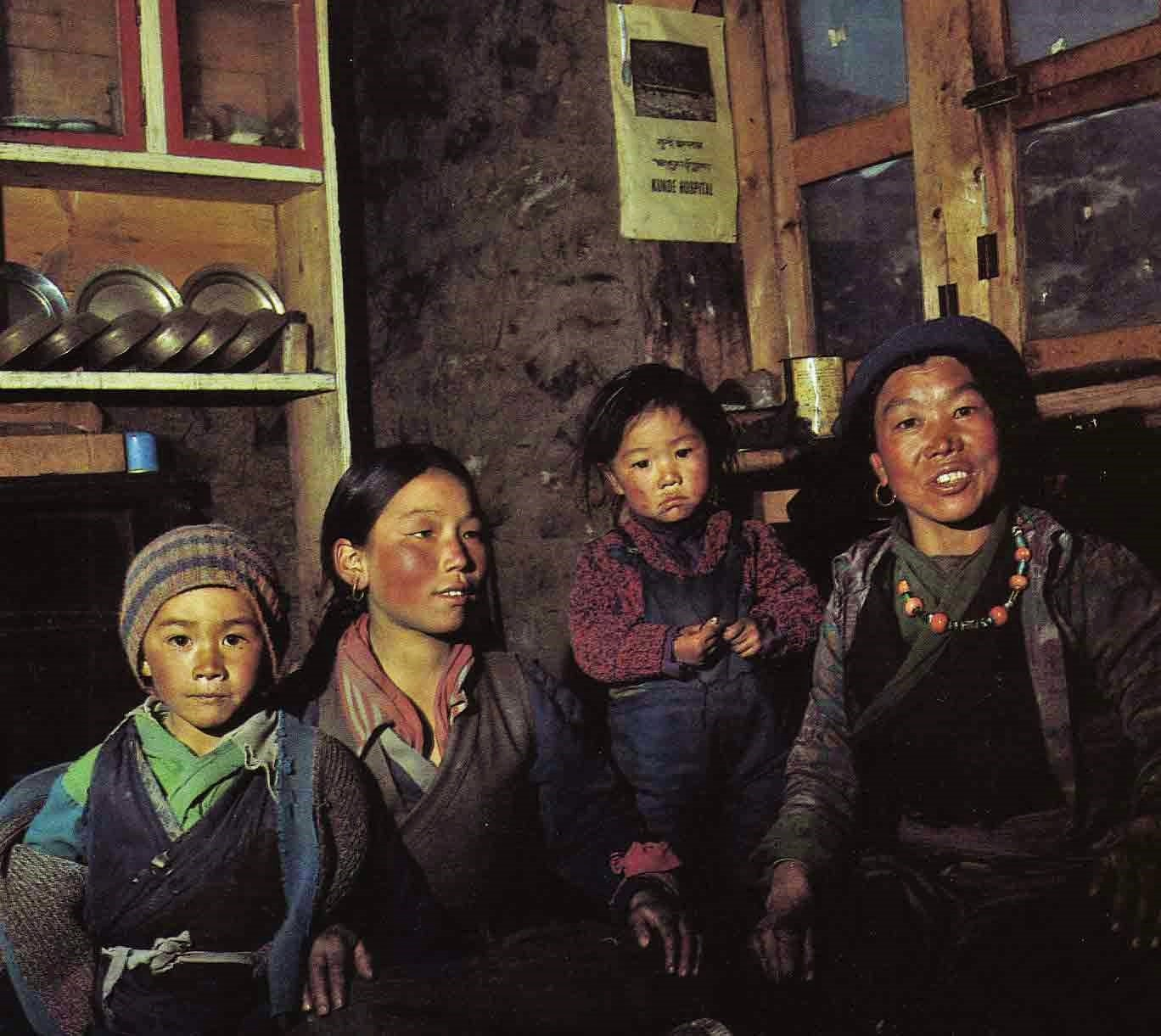
عائلة من الشيربا

شعب الشيربا، هم مجموعة عرقية من التبت. باللغة التبتية، كلمة «شار» تعني «الشرق» و«با» لاحقة وتعني «الشعب»: ومن هنا تأتي كلمة شاربا أو شيربا، للإشارة للذين يأتون من الشرق. ومنذ حوالي 500 سنة، غادر الشيربا محافظة خام الواقعة في شرق التبت (البوذي) ليستقروا في وديان جبال الهيمالايا العالية في نيبال، وخاصة عند سفح جبل ايفرست.
يصل تعداد الشيربا إلى 154622 وفقا لتعداد 2001. وهم جزء من مجموعة أكبر، تعيش على طول الحافة الشمالية من نيبال إلى حدود التبت، يشار إليها بـ «Bothia» بالنيبالية.

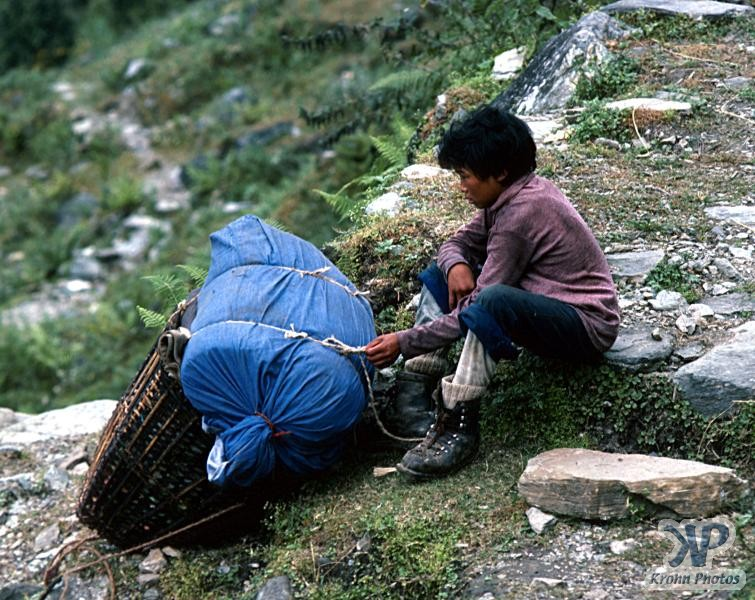
أحد أفراد شيربا يستعد لحمل كيس. 2005